# Асеновград (община)
Асеновград (болг. Община Асеновград) — община в Болгарии. Входит в состав Пловдивской области. Административный центр – город Асеновград.

## Население
- 65'736 человек на 15.03.2015
- 64'034 человека на 01.02.2011
- ≈73'000 человек в 2010 году
- 74'173 человека на 21.07.2005

## Состав общины
В состав общины входят следующие населённые пункты:
1. Асеновград
2. Бачково
3. Бор
4. Боянци
5. Врата
6. Горнослав
7. Добростан
8. Долнослав
9. Желт-Камык
10. Златоврых
11. Избеглии
12. Изворово
13. Козаново
14. Конуш
15. Косово
16. Леново
17. Лясково
18. Мостово
19. Мулдава
20. Нареченски-Бани
21. Новаково
22. Нови-Извор
23. Орешец
24. Патриарх-Евтимово
25. Сини-Врых
26. Стоево
27. Тополово
28. Три-Могили
29. Узуново
30. Червен

## Достопримечательности
- Асенова крепость неподалёку от Асеновграда.